# 조지 스타이너
프란시스 조지 스타이너(Francis George Steiner, 1929년 4월 23일 ~ 2020년 2월 3일)는 프랑스계 미국인 문학 비평가, 수필가, 철학자, 소설가, 교육자다. 그는 언어, 문학, 사회의 관계와 홀로코스트 영향에 관해 광범위하게 저술했다.
1956년에 스타이너는 미국으로 돌아와 2년 동안 뉴저지주 프린스턴의 고등연구소에서 학자로 일했다. 그는 또한 1958년부터 1959년까지 오스트리아 인스부르크에서 풀브라이트 교수직을 역임했다. 1959년에는 프린스턴 대학에서 가우스 강사로 임명되어 2년 더 강의했다. 그런 다음 1961년 케임브리지 대학교 처칠 칼리지의 창립 펠로우가 되었다. 스타이너는 처음에 캠브리지에서 영어 교수진에게 좋은 평가를 받지 못했다. 일부 사람들은 이 카리스마 넘치는 "이국적 억양을 지닌 불의 브랜드" 승인하지 않았고 그가 강의에서 지속적으로 언급한 홀로코스트 관련성에 의문을 제기했다. 스타이너는 교수 봉급을 받았지만 시험할 권리가 있는 캠브리지에서 정식 교수가 되지는 못했다. 그는 미국에서 교수직을 위해 떠날 수 있는 선택권이 있었지만 스타이너의 아버지는 유럽에 자신의 이름을 딴 사람이 아무도 남지 않을 것이라고 말한 히틀러가 승리했을 것이라고 반대하며 반대했다. 스타이너는 "아버지에게 그런 경멸을 받는 것보다 뭐든지 하겠다"는 이유로 영국에 남았다. 그는 1969년 처칠 대학의 특별 연구원으로 선출되었다.

몇 년 동안 프리랜서 작가이자 비정기 강사로 활동한 후, 스타이너는 1974년 제네바 대학에서 영문학 및 비교문학 교수로 임명되었다. 그는 20년 동안 이 직책을 맡아 4개국어로 가르쳤다. 그는 괴테의 격언인 "어떤 일부 언어도 자신의 언어를 진정으로 알지 못한다"라는 말을 따르며 살았다. 그는 1994년에 은퇴한 후 제네바 대학교 명예 교수가 되었고, 1995년에는 옥스퍼드의 발리올 칼리지 명예 펠로우가 되었다.
스타이너는 "지적인 비평가이자 수필가"라고 불렸다. 그는 시카고 대학에 있는 동안 학부 출판물에 적극적으로 참여했으며 나중에 The Times Literary Supplement 와 The Guardian 포함한 많은 저널과 신문에 평론과 기사를 정기적으로 기고했다. 그는 30년 넘게 New Yorker에 글을 썼으며 200개가 넘는 리뷰를 기고했다.
스타이너는 일반적으로 일을 매우 진지하게 받아들이지만 예상치 못한 무모한 유머도 드러냈다. 한 번 어린 시절에 사소한 것을 읽은 적이 있느냐는 질문에 그는 모비딕 이라고 대답했다.

## 견해
스타이너는 박식가로 여겨졌고, 종종 예술을 탐구하고 국가 국경이나 학문 분야에 의해 억제 할 생각함으로써 비평가의 역할을 재조명하려 한다. 그는 전문화보다 일반화를 옹호했으며, 문맹 퇴치의 개념은 예술과 과학에 대한 지식을 모두 포함해야 한다고 주장했다. 스타이너는 민족주의가 유대교의 도덕적 특권을 충족시키기에는 본질적으로 너무 폭력적이라고 믿었으며 "우리가 있기 때문에 할 수 없는 일이 있다"고 말했다.
Errata (1997)라는 제목의 자서전에서 대학 시절부터 시카고 대학에서 매춘업소 사용에 대해 호의적인 입장을 밝혔다.
스타이너의 생각의 핵심은 "사람들이 보기에 순진하게도 인간의 언어를 사용하여 사랑하고, 건설하고, 용서하고, 고문하고, 미워하고, 파괴하고, 전멸시킬 수 있다는 사실에 놀랐다. "
그는 인종차별이 모든 사람에게 내재되어 있으며 관용은 피부 깊숙이 있을 뿐이라는 그의 견해에 대해 비판과 지지를 받았다 그는 "여기 이 방에 앉아서 '인종차별은 끔찍하다'고 말하는 것은 매우 쉽다. 그러나 자메이카 가족이 6명의 자녀와 함께 옆집으로 이사하고 하루 종일 레게와 록 음악을 연주한다면 같은 질문을 하십시오. 또는 부동산 중개인이 내 집에 와서 자메이카 가족이 옆집으로 이사했기 때문에 내 재산 가치가 바닥까지 떨어졌다고 말한다. 그럼 물어보라!"